# Doodle God
Doodle God је логичка видео игра коју је развио JoyBits и првобитно објављен за IOS и Adobe Flash. Објављена је отприлике у исто време када и друга слична игра претраживача Little Alchemy, а обе деле игру инспирисану ДОС игрицом Alchemy из 1997.

## Играње
Понашајући се као Doodle God, играч мора да комбинује доступне елементе да би добио приступ новим елементима. Комбинације могу бити и физичке (као што је комбиновање воде и лаве за добијање паре и камена) и метафоричке (као што је комбиновање воде и ватре за добијање алкохола). Игра почиње са само четири класична елемента (ватра, вода, ваздух и земља), а усредсређује се на откривање 115 елемената у 14 категорија. Ако се играч заглави, наговештај је доступан сваких неколико минута. 

## Пријем
Doodle God је добио награду Weekly Users' Choice на порталу за веб игре Newgrounds. Игра је постала комерцијални успех и постала је водећа серија игара JoyBits-а, имајући наставке и спин-офе као што су Doodle Devil, Doodle Kingdom, Doodle Creatures, Doodle Tanks и Doodle Farm.